# Josef Thanabauer
Josef Thanabauer, též Josef Thanabaur (17. března 1846 Polička – 14. května 1916 Polička), byl rakouský politik české národnosti z Čech, poslanec Českého zemského sněmu a starosta Poličky.

## Biografie
Získal základní vzdělání. Působil jako měšťan a obchodník v Poličce. V období let 1873–1884 a 1904–1911 zastával úřad starosty politické obce Polička. Jako starosta inicioval roku 1876 založení hasičského sboru. V 80. letech byl předsedou místního spolku Měšťanská beseda. Patřil do mladočeské strany. Jeho staročeským rivalem na komunální úrovni byl Bedřich Tonner. V tomto politickém boji se projevovalo i dělení mezi obyvateli vlastního města a předměstí. Thanabauer musel v roce 1883 úřad starosty opustit, protože zapomněl vyložit obecní účty k nahlédnutí veřejnosti, což byla povinnost. Staročeská opozice toho využila a docílila starostovy rezignace i ztráty práva volitelnosti. Do místní politiky se vrátil roku 1893, kdy byl zvolen do zastupitelstva a setrval zde po šest volebních období až do první světové války.
V 80. letech se zapojil i do vysoké politiky. V doplňovacích volbách v roce 1880 byl zvolen na Český zemský sněm, kde zastupoval kurii městskou, obvod Litomyšl, Polička. Nahradil Karla Sladkovského. Byl členem mladočeské strany, do níž patřil od jejího založení.
Zemřel v květnu 1916 ve věku 70 let.